# キョウデン
株式会社キョウデン（英: KYODEN COMPANY,LIMITED）は、プリント基板の設計・製造などを手掛ける会社であり、キョウデングループ（KDG）の統括会社。
会社更生法を申請したスーパーマーケットチェーン「長崎屋」の支援者となるなど、流通業界を中心に経営破綻した企業の再生を引き受け、再生成功後に売却する投資再生事業が事実上の主業務となった時期があった。
社名の由来は「今日から電気屋」の略。

## 沿革
- 1983年（昭和58年）7月 - 橋本浩が長野県上伊那郡南箕輪村に株式会社キョウデンを創業。
- 1999年（平成11年）12月 - 株式会社ソーテックの株式を、韓国の三宝コンピュータから取得し子会社化。
- 2000年（平成12年）
  - 7月 - 株式会社キョウデンプロダクツの株式を取得し、子会社化。
  - 12月 - 株式会社フリーウェイ（子会社TWO TOP含む）の第三者割当増資を引受け、子会社化。
- 2001年（平成13年）
  - 株式会社クラフトからの株式取得により、チコマートを子会社化。
  - 7月 - 株式会社九九プラス（SHOP99）の第三者割当増資を引受け、子会社化。
- 2002年（平成14年）
  - 5月 - ソーテックの株式の大半を英領ケイマン諸島の投資会社に売却（その後、同社は2008年にオンキヨーに吸収合併）。
  - 8月 - 長崎屋の第三者割当増資を引受け、連結子会社化。
  - 11月11日 - フリーウェイの営業権をTWO TOPに譲渡し、同社の全株式をフェイスに譲渡。
- 2003年（平成15年）4月 - マネジメント・バイ・アウト（MBO）によりチコマートがグループから離脱（後に破産）。
- 2005年（平成17年）7月 - 中川無線電機運営の家電量販店「ナカヌキヤ」8店舗を、キャラクターグッズ製造のエスケイジャパンに売却し、中川無線は業態変更。
- 2007年（平成19年）10月 - 長崎屋の全持ち株をドン・キホーテへ売却。
- 2008年（平成20年）
  - 7月 - 東京コンピュータサービス子会社の株式会社アイレックスのプリント基板部門を譲受し、株式会社キョウデンファインテックに名称変更、子会社化。
  - 9月 - 株式会社九九プラスの全持ち株を、ローソンによる株式公開買付け（TOB）に応募し、売却。
- 2010年（平成22年）
  - 4月 - 子会社（当時48.57％所有）の昭和KDEの株式を株式公開買付け（TOB）により、1株130円で1,618万3,163株取得し、買付後の株券所有割合が90.16％になる。
  - 8月 - 昭和KDEを完全子会社化[2]。
  - 12月 - 富士機工電子株式会社（後の株式会社キョウデン大阪）を完全子会社化。
- 2011年（平成23年）
  - 1月 - 株式会社キョウデンファインテックからプリント配線板事業を譲受。
  - 3月 - 従前の日本エレクトロニクス株式会社を吸収合併した上で、日本エレクトロニクス株式会社（後の株式会社キョウデン東北）を新規設立。株式会社キョウデンビジネスパートナーを吸収合併。
- 2015年（平成27年）
  - 7月 - 株式会社テックプレシジョンより新設分割した株式会社キョウデンプレシジョンの全株式を取得し連結子会社化。
- 2016年（平成28年）
  - 4月 - 株式会社キョウデン東北、株式会社キョウデン横浜及び株式会社キョウデン大阪を吸収合併。
- 2023年（令和5年）
  - 9月26日 - 筆頭株主である株式会社クラフト（橋本浩の資産管理会社）が株式公開買付けを実施し、67.15%の株式を取得[3]。
  - 10月26日 - 東京証券取引所スタンダード市場上場廃止[4]。
  - 10月30日 - 株式売渡請求により、株式会社クラフトと橋本浩のみとなる。
- 2024年（令和6年）
  - 11月5日 - カーライル・グループが株式を取得[5]。

## グループ企業
- 昭和KDE株式会社
- 株式会社キョウデンプレシジョン

## テレビ番組
- 日経スペシャル カンブリア宮殿 「異端の激安王が吠える！ ～素人だからこそ勝てる！ビジネス成功術～」（2008年8月4日、テレビ東京）- 出演：キョウデングループ 会長 橋本浩[6]。